# Türkische Fünf
Die Türkischen Fünf (türk. Türk Beşleri) war die erste Generation professioneller Komponisten klassischer Musik der Türkei: 
- Cemal Reşit Rey  (1904–1985)
- Ulvi Cemal Erkin (1906–1972)
- Ferid Alnar (1906–1978)
- Ahmed Adnan Saygun (1907–1991)
- Necil Kâzım Akses (1908–1999)

Der Begriff wurde erstmals 1939 von Halil Bedii Yönetken an Anlehnung an die Gruppe der russischen Gruppe der Fünf geprägt. Gemeinsam haben die Komponisten, dass sie alle zu Beginn des 20. Jahrhunderts geboren sind und in jungen Jahren zwecks Bildung einer klassischen türkischen Nationalmusik im Dienste der „Musikrevolution“ in das Ausland zum Musikstudium geschickt wurden.